# Dominic Inglot
Dominic Inglot (født 6. marts 1986 i London, Storbritannien) er en professionel tennisspiller fra Storbritannien.